# Cortaderia jubata
Cortaderia jubata  es una especie de gramínea conocida por varios nombres comunes, incluidos hierba de la pampa de los Andes y plumeros. Es similar a su pariente ampliamente difundido, el plumero de las pampas Cortaderia selloana, pero puede desarrollarse más alto, llegando a medir hasta siete metros de alto.
Esta especie de pasto es nativa del norte de los Andes pero es muy conocida en otras zonas como especie invasora de maleza perniciosa. Este pasto solo posee gineceo, o sea, todos los individuos son femeninos. Se reproduce mediante apomixis, en el cual los embriones se desarrollan sin necesidad de fertilización.